# Morgan Ciprès
 (mai 2019).
Si vous disposez d'ouvrages ou d'articles de référence ou si vous connaissez des sites web de qualité traitant du thème abordé ici, merci de compléter l'article en donnant les références utiles à sa vérifiabilité et en les liant à la section « Notes et références ».
Morgan Ciprès (né le 24 avril 1991 à Melun en Île-de-France) est un patineur artistique français. Après avoir commencé une carrière amateur individuelle, il a patiné entre septembre 2010 et septembre 2020 avec Vanessa James en catégorie couple. Ensemble, ils sont sextuples champions de France, médaillés de bronze des championnats d'Europe 2017 et champions d'Europe 2019.

## Biographie

### Carrière sportive en individuel
Morgan Ciprès découvre le patinage à l'âge de trois ans lors d'une séance publique avec sa mère sous le regard du champion du monde français Alain Giletti. Celui-ci convainc sa mère de l'inscrire au club, ce qui sera fait l'année suivante. Il progresse rapidement dans l'apprentissage des sauts, des pirouettes et de la glisse malgré une blessure à dix ans à cause de sa croissance qui l'oblige à arrêter de patiner pendant un an.
Il participe aux compétitions du Grand Prix ISU junior à partir de la saison 2004/2005 et à ses premiers championnats de France élites lors de la saison 2006/2007 alors qu'il n'a que quinze ans. Les championnats nationaux 2007 sont organisés à Orléans en décembre 2006 et il s'y classe 11e. Il est absent toute la saison 2007/2008 à cause d'une blessure assez importante aux adducteurs.
En 2008/2009, il revient aux compétitions et notamment aux championnats nationaux pour l'édition 2009 à Colmar. A dix-sept ans, il monte dans le classement à la 7e place. En mars 2009, il prend la 3e place des championnats de France junior.
En 2009/2010, il patine sa dernière saison au niveau junior. il participe pour la dernière fois aux compétitions du Grand Prix ISU junior, puis à ses troisièmes championnats de France élites à Marseille, où il continue sa progression dans la hiérarchie nationale. Il se classe au pied du podium à la 4e place derrière Florent Amodio, Yannick Ponsero et Alban Préaubert. Cette place et un test en février vont lui permettre d'être sélectionné par la FFSG (Fédération française des sports de glace) pour participer aux championnats du monde junior de mars 2010 à La Haye. Après un programme court décevant qui ne le classe que 16e, il réagit dans le programme libre en remontant à la 13e place au général. La semaine suivante, il se classe 3e des championnats de France junior. En juin 2010, il termine ses études secondaires en obtenant son baccalauréat au lycée Joliot-Curie de Dammarie-lès-Lys, et intègre l'INSEP pour poursuivre sa scolarité. Cette saison est la dernière où Morgan Ciprès patine au niveau junior.

### Carrière sportive en couple avecVanessa James(2010-2020)

#### Saison 2010/2011
Vanessa James, qui a quitté Yannick Bonheur en mai 2010, se met à la recherche d'un nouveau partenaire au cours de l'été 2010. Le 9 septembre 2010, un test est organisé par la fédération à la patinoire Sonja-Henie du palais omnisports de Paris-Bercy avec Morgan Ciprès. À la suite d'une très bonne impression, ils décident de patiner ensemble. Ils commencent l'entraînement dès la semaine suivante à Bercy avec Jean-Roland Racle. Restant licencié au club de Dammarie-lès-Lys, Morgan continue son entraînement individuel avec son entraîneur Claude Péri. Le couple consacre l'ensemble de la saison 2010/2011 à l'entraînement. En effet, Morgan Ciprès n'a jamais pratiqué le patinage par couple et il faut donc l'initier aux spécificités de cette discipline comme les sauts lancés, les pirouettes combinées ou les portés. Ils ne participent donc pas aux championnats de France 2011 à Tours.

#### Saison 2011/2012
C'est lors de cette saison 2011/2012 que le couple commence ses premières compétitions. En novembre, ils participent à leur première grande compétition internationale, le Trophée Bompard, une des six épreuves du Grand Prix ISU, où ils prennent la 8e place.
Le mois suivant, ils arrivent en favoris aux championnats de France à Dammarie-lès-Lys, mais doivent se contenter de la médaille d'argent, derrière Daria Popova & Bruno Massot. Vanessa James a en effet chuté à deux reprises sur des sauts parallèles et Morgan Ciprès n'a pu stabiliser un de ses portés. Cela leur permet tout de même de participer aux championnats d'Europe de janvier 2012 à Sheffield où ils prennent la 6e place. Placés devant les champions de France à ces championnats européens, la fédération les choisit donc pour représenter l'hexagone aux championnats du monde de mars 2012 à Nice. Ce sont les premiers mondiaux seniors de Morgan Ciprès et le couple s'y classe 16e.

#### Saison 2012/2013
Ils poursuivent leur progression dans la discipline lors du Skate America et du trophée Bompard d'octobre et novembre 2012, en battant tous leurs records personnels. Ils prennent pour la première fois la 4e place d'une épreuve de Grand Prix ISU senior lors de l'épreuve américaine, puis la 6e place de l'épreuve française. Ils remportent en décembre leur premier titre national élites ensemble, à Strasbourg.
Aux championnats d'Europe de janvier 2013 à Zagreb, ils obtiennent la 4e place en battant tous leurs records personnels. Puis deux mois plus tard, aux championnats du monde de mars 2013 à London, ils prennent la 8e place, soit huit places de mieux que la saison passée.

#### Saison 2013/2014
James et Ciprès sont de nouveau envoyés aux Grands Prix Skate America et Trophée Éric Bompard. Cependant, Ciprès a du subir une opération après une blessure au poignet et a dû éviter les portés pendant un temps, ce qui a forcé le couple à déclarer forfait à Skate America. Ils ont tout de même pu participer au Trophée Éric Bompard et se sont placés cinquièmes. Ils sont parvenus ensuite à conserver leur titre de Champions de France.
Aux Championnats d'Europe 2014, James/Ciprès établissent leur record personnel lors des deux épreuves (programme court et programme libre) et finissent cinquièmes. Faisant partie de la sélection française aux Jeux Olympiques de Sotchi, ils se classent dixième en individuel et sixième lors de l'épreuve par équipe.

#### Saison 2014/2015
James/Ciprès finissent quatrièmes au CS Nebelhorn Trophy et cinquièmes aux deux Grands Prix auxquels ils avaient été assignés, Skate Canada 2014 et le Trophée Éric Bompard 2014. Ils se sont ensuite classés cinquièmes aux Championnats d'Europe 2015 à Stockholm et neuvièmes aux Championnats du Monde 2015 à Shanghai.

#### Saison 2015/2016
James/Ciprès ont commencé leur saison avec une médaille de Bronze au CS Nebelhorn Trophy 2015. Ils se sont classés deuxième du programme court au Trophée Éric Bompard 2015 avant l'annulation de la compétition à la suite des attentats du 13 Novembre. L'ISU a décidé que ces placements lors du programme court constituaient les résultats finaux de la compétition et donc James/Ciprès ont obtenu la médaille d'argent, leur première médaille en Grand Prix. Le couple a fini quatrièmes des Championnats d'Europe 2016 à Bratislava et dixièmes des Championnats du Monde à Boston.

#### Saison 2016/2017
Vanessa James et Morgan Ciprès obtiennent la médaille de bronze aux Championnats d'Europe 2017. C'est leur première médaille dans un grand championnat.

#### Saison 2017/2018
Morgan Ciprès et Vanessa James obtiennent la 3e place au Grand Prix du Canada et la 2e au Grand Prix de France. Au championnat d'Europe, en tête après le programme court, ils terminent finalement 4e après le programme libre. 5e aux Jeux Olympiques, ils annoncent envisager de poursuivre leur carrière. Ils obtiennent leur première médaille mondiale, le bronze, aux Championnats du monde à Milan.

#### Saison 2018/2019
Vanessa James et Morgan Ciprès choisissent Uninvited d'Alanis Morissette pour leur programme court et un montage de Wicked Game de Chris Isaak, interprétée par Ursine Vulpine et de The Last Feeling de Maxime Rodriguez pour leur programme libre. Le programme court est chorégraphié par Guillaume Cizeron, triple champion du monde et champion olympique en danse sur glace. Quant au programme libre, il est chorégraphié par Charlie White, champion olympique de danse sur glace en 2010. Ils remportent successivement l'Autumn Classic, le Grand Prix du Canada, le Grand Prix de France, la finale du Grand Prix à Vancouver, leur 6e titre de champion de France et deviennent champions d'Europe à Minsk le 24 janvier 2019. Ils deviennent les premiers français à être champions d'Europe depuis 87 ans.

### Polémique
En décembre 2019, Morgan Ciprès fait l'objet d'une enquête pour harcèlement sexuel à la suite de la découverte de photos de son pénis envoyées à une patineuse de Floride âgée de 13 ans en 2017. D’après l’enfant et ses parents, les coachs John Zimmerman et Silvia Fontana l’ont poussée à ne pas porter plainte pour ne pas gâcher sa préparation olympique, lui affirmant qu’elle sera détestée par le public français et que sa carrière de patineuse serait sabotée. L’entraîneur Vinny Dispenza aurait demandé à elle et à une autre patineuse de 13 ans d’envoyer une demande de dick pic à Ciprès en échange d’une pizza,,. En juin 2020 une enquête a été rouverte en Floride par le shérif du comté de Pasco. En juillet 2020 la commission de discipline de la Fédération française des sports de glace juge qu'il n'y a pas lieu ni à poursuites ni à indemniser qui que ce soit en l'absence de plainte. Le 22 juillet 2020 il est finalement relaxé par la commission disciplinaire de la Fédération française des sports de glace. En septembre 2020, le couple qu'il forme avec Vanessa James annonce néanmoins la fin de leur carrière sportive, alors qu'ils voulaient initialement prolonger leur carrière jusqu'aux Jeux olympiques d'hiver de 2022.

## Palmarès

### En individuel (2007-2010)
| Compétition                   | 2007 | 2008 | 2009 | 2010 |
| Jeux olympiques d'hiver       |      |      |      |      |
| Championnats du monde         |      |      |      |      |
| Championnats d'Europe         |      |      |      |      |
| Championnats de France        | 11e  | F    | 7e   | 4e   |
| Championnats du monde juniors |      |      |      | 13e  |
| Légende : F = Forfait         |      |      |      |      |

### En couple avecVanessa James(2010-2020)
| Compétition                                                                                        | 2011    | 2012    | 2013    | 2014    | 2015    | 2016    | 2017    | 2018    | 2019    | 2020    |  |  |  |  |
| Jeux olympiques d'hiver                                                                            |         |         |         | 10e     |         |         |         | 5e      |         |         |  |  |  |  |
| Championnats du monde                                                                              |         | 16e     | 8e      | 10e     | 9e      | 10e     | 8e      | 3e      | 5e      | CA      |  |  |  |  |
| Championnats d'Europe                                                                              |         | 6e      | 4e      | 5e      | 5e      | 4e      | 3e      | 4e      | 1er     | F       |  |  |  |  |
| Championnats de France                                                                             | F       | 2e      | 1er     | 1er     | 1er     | 1er     | 1er     | F       | 1er     | F       |  |  |  |  |
| |         |         |         |         |         |         |         |         |         |         |  |  |  |  |
| Grand Prix ISU                                                                                     | 2010/11 | 2011/12 | 2012/13 | 2013/14 | 2014/15 | 2015/16 | 2016/17 | 2017/18 | 2018/19 | 2019/20 |  |  |  |  |
| Finale du Grand Prix                                                                               |         |         |         |         |         |         |         |         | 1er     |         |  |  |  |  |
| Skate America                                                                                      |         |         | 4e      | F       |         |         | 4e      |         |         |         |  |  |  |  |
| Skate Canada                                                                                       |         |         |         |         | 5e      |         |         | 3e      | 1er     |         |  |  |  |  |
| Trophée de France                                                                                  |         | 8e      | 6e      | 5e      | 5e      | 2e      | 3e      | 2e      | 1er     | F       |  |  |  |  |
| Trophée NHK                                                                                        |         |         |         |         |         | 6e      |         |         |         | F       |  |  |  |  |
| Légende : F = Forfait ; CA = Championnats du monde 2020 annulés à cause de la pandémie de Covid-19 |         |         |         |         |         |         |         |         |         |         |  |  |  |  |